# 石本秀雄
石本 秀雄（いしもと ひでお、明治39年（1906年）8月18日 - 昭和40年（1965年）10月5日）は、日本の映画撮影技師である。本名：藤井 秀雄（ふじい ひでお）。

## 来歴
1906年（明治39年）8月18日、淡路島の洲本に生まれる。旧制滝川中学校中退。

### マキノ映画へ
1922年（大正11年）、牧野教育映画製作所（等持院撮影所）撮影部に入社する。田中十三らの助手をつとめ、1923年（大正12年）のマキノ映画製作所への改組、1924年（大正13年）7月の東亜キネマへのマキノの吸収合併を経ても等持院撮影所で撮影助手をつとめる。
1925年（大正14年）6月のマキノ・プロダクションの設立に際して、新設の御室撮影所にともに移る。同年8月、助手に昇進、富沢進郎監督の帝国キネマからマキノへの移籍第1作『猿』で撮影助手。また同年、撮影部の先輩・橋本佐一呂の監督デビュー作であり、中根龍太郎主演の『呑喰気抜之助』の撮影助手をつとめる。
1926年（大正15年）、俳優・中根龍太郎の監督デビュー作『お止めなさいよ人の噂は』の撮影助手を手がけたのち、衣笠貞之助監督の『天一坊と伊賀之亮』でキャメラマンとして一本立ち。
1927年（昭和2年）からは、前年に設立されたマキノ傘下の「勝見庸太郎プロダクション」作品を多く手がけた。

### 千恵プロへ
1928年（昭和3年）4月、片岡千恵蔵、嵐長三郎（嵐寛寿郎）、中根龍太郎らの50数名に及ぶマキノ俳優総退社、大道具主任・河合広始、撮影技師・田中十三が退社して日本キネマ撮影所の設立に際して、石本もマキノを退社、同年5月10日の「片岡千恵蔵プロダクション」（千恵プロ）創立メンバーとなる。その6日後の5月16日に撮影を開始した「千恵プロ」設立第1作、伊丹万作オリジナル脚本、稲垣浩監督による『天下太平記』の撮影を担当する。
1937年（昭和12年）の「千恵プロ」第百作記念作品『浅野内匠頭』に至るまで、稲垣監督の『瞼の母』や『一本刀土俵入』（1931年）、伊丹監督の『國士無双』（1932年）、山中貞雄監督の『雁太郎街道』（1934年）などの歴史的傑作を映像技術で支えた。

### 日活～大映へ
同年4月、「千恵プロ」は解散、プロダクションごと日活京都撮影所に招かれ、石本も同撮影所に入社した。
日活京都撮影所でも、片岡の主演作を中心に手がけ、片岡と歌手のディック・ミネが共演したマキノ正博監督のオペレッタ『弥次㐂夛道中記』（1938年）や『弥次喜多 名君初上り』（1940年）なども担当している。
1941年（昭和16年）1月の戦時統合による大映への合併の際も、片岡や稲垣とともに大映に残り、『独眼龍政宗』（1941年）を皮切りに、第二次世界大戦のさなかにも撮影技師をつとめつづけた。戦後間もない1945年（昭和20年）秋には、阪東妻三郎主演、丸根賛太郎監督の傑作『狐の呉れた赤ん坊』の撮影を手がけ、賞賛を浴びた。

### 東横映画～松竹へ
1950年（昭和25年）5月6日に公開された伊藤大輔監督の『われ幻の魚見たり』を最後に大映を去り、同年、東横映画でおなじく伊藤監督の『レ・ミゼラブル あゝ無情 第一部 神と悪魔』、マキノ正博監督の『レ・ミゼラブル あゝ無情 第二部 愛と自由の旗』を経て、松竹京都撮影所に移籍した。移籍第1作はやはり伊藤監督の『おぼろ駕籠』で、同作は1951年（昭和26年）1月13日に公開された。
56歳になる1962年（昭和37年）、大曾根辰夫監督、市川猿之助主演の『義士始末記』をもって引退した。その3年後、1965年（昭和40年）10月5日に肺がんのため、京都市西京区の病院で死去した。満59歳没。

## 人物・エピソード
サイレント映画の時代にハイティーンにして早くも撮影技師に昇進、片岡千恵蔵主演作を多く手がけた、日本を代表する映画カメラマンのひとりである。妻藤井八千代子とのあいだに5女をもうけ、京都市下京区に住んだ。次女美佐子は岐阜大学教授利部伸三、三女昭子は映画監督南野梅雄と結婚。
石本が御室撮影所で、現像場から初めて撮影助手として三脚を担ぐ助手になったとき、兄弟子たちが博打に夢中になって、衣笠貞之助監督、市川猿之助主演の大作映画『天一坊と伊賀之亮』の乾燥中のネガフィルムを溶かしてしまうという事件があった。兄弟子たちは青くなって姿をくらませ、残ったのは新米の石本だけだった。牧野省三所長は「新米のトンチキ野郎を叱っても仕方がない」と、兄弟子たちの行方を尋ねたが、石本は頑として答えず、「あの失敗は私の不注意です」としか言わなかった。あくまで兄弟子たちをかばう石本を見た牧野所長は「トンチキ野郎どころか大した度胸だ」とそのキップに惚れ込んでしまい、「よし、では罰金に、お前は明日からキャメラを廻せ」と命じて、石本を一躍キャメラマンに昇格させてしまった。こうして『天一坊と伊賀之亮』が、石本のキャメラマンデビューとなった。
太秦の撮影所近辺は竹藪が多く、最も安上がりのロケ地として、手近の竹藪がよく利用された。ある雪の晩、夜間撮影を終えた石本が撮影所を出て5分も経たぬうちに真っ青になって戻ってきた。稲垣浩が話を聞くと、「吹雪をついて太秦小学校わきの竹藪を歩いていたところ、いきなり傘の前方から大きな化け物が笠を押して突き返したので、ビックリ魂消て飛んで帰った」というのである。「それはきっと狸の仕業に違いない」と威勢のいい者たちが棒きれを持って狸退治に出かけたが、狸の仕業ではなく、雪の積もった竹が両側から弓なりに垂れ下がって道をふさいでいたのだとわかった。石本は雪の落ちた竹が跳ね上がったのを化け物だと思ったのである。昭和二桁の初めごろまで、太秦の撮影所界隈ではこうした「狸事件」がまことしやかに話されていたという。

## おもなフィルモグラフィ
- 猿　1925年　監督富沢進郎、原作・脚本中島宝三、主演実川延松
- 呑喰気抜之助　1925年　監督橋本佐一呂、脚本城戸品郎、主演中根龍太郎
- お止めなさいよ人の噂は　1926年　監督・主演中根龍太郎、脚本北本黎吉
- 天一坊と伊賀之亮　1926年　監督・脚本衣笠貞之助　※キャメラマンデビュー作
- 天下太平記　1928年　監督稲垣浩、原作・脚本伊丹万作、主演片岡千恵蔵
- 瞼の母　1931年　監督・脚本稲垣浩、原作長谷川伸、主演片岡千恵蔵
- 一本刀土俵入　1931年　監督・脚本稲垣浩、原作長谷川伸、主演片岡千恵蔵
- 國士無双　1932年　監督伊丹万作、原作・脚本伊勢野重任、主演片岡千恵蔵
- 雁太郎街道　1934年　監督山中貞雄、原作梶原金六、脚色三村伸太郎、主演片岡千恵蔵
- 浅野内匠頭　1937年　監督藤田潤一、原作・脚色三村伸太郎、主演片岡千恵蔵
- 弥次㐂夛道中記　1938年　監督マキノ正博、原作・脚本本城英太郎（小国英雄）、主演片岡千恵蔵、共演ディック・ミネ
- 弥次喜多 名君初上り　1940年 監督マキノ正博、原作・脚本山上伊太郎、主演片岡千恵蔵、共演ディック・ミネ
- 続清水港　1940年　監督マキノ正博、脚本小国英雄、主演片岡千恵蔵
- 織田信長　1940年　監督マキノ正博、脚本観音寺光太、主演片岡千恵蔵
- 鞍馬天狗横浜に現る、1942年、原作大佛次郎、脚本・監督伊藤大輔、主演嵐寛寿郎
- 狐の呉れた赤ん坊　1945年　監督・原作・脚本丸根賛太郎、原作谷口善太郎、主演阪東妻三郎
- 七つの顔　1946年　監督松田定次、脚本比佐芳武、主演片岡千恵蔵
- 三本指の男　1947年　監督松田定次、原作横溝正史、脚本比佐芳武、主演片岡千恵蔵
- ある日の家斉、1948年、監督・脚本中島宝三、主演マキノ潔
- 王将　1948年　監督・脚本伊藤大輔、原作北條秀司、主演阪東妻三郎
- 透明人間現わる　1949年　監督・脚本安達伸生、原案高木彬光、主演月形龍之介
- われ幻の魚見たり　1950年　監督・原作・脚本伊藤大輔、主演大河内伝次郎
- レ・ミゼラブル あゝ無情 第一部 神と悪魔　1950年　監督伊藤大輔、原作ヴィクトル・ユゴー、脚本棚田吾郎・舟橋和郎、構成八木保太郎、主演早川雪洲
- レ・ミゼラブル あゝ無情 第二部 愛と自由の旗　1950年　監督マキノ正博、原作ヴィクトル・ユゴー、脚本棚田吾郎・舟橋和郎、主演早川雪洲
- おぼろ駕籠　1951年　監督伊藤大輔、原作大仏次郎、脚本依田義賢、主演阪東妻三郎
- 大江戸五人男　1951年　監督伊藤大輔、出演：阪東妻三郎、高峰三枝子、山田五十鈴
- 花の生涯 彦根篇 江戸篇　1953年　監督大曾根辰夫、原作舟橋聖一、脚本八住利雄、主演松本幸四郎（松本白鸚 (初代)）
- 顔　1957年　監督大曾根辰夫、原作松本清張、脚本井手雅人・瀬川昌治、主演岡田茉莉子
- 敵は本能寺にあり　1960年　監督大曾根辰夫、脚本池波正太郎、主演松本幸四郎
- 義士始末記　1962年　監督大曾根辰夫、脚本野村南海男、主演市川猿之助　※遺作

## 註
1. 1 2 3 4  立命館大学衣笠キャンパスの「マキノ・プロジェクト」サイト内の「菅家紅葉氏談話」の記述を参照。
2. ↑   日本の映画人. 日外アソシエーツ. (2007年6月)
3. ↑  『日本映画俳優全集・男優編』（キネマ旬報社、1979年）の「片岡千恵蔵」の項（p.144-148）を参照。同項執筆は滝沢一。
4. ↑  『ひげとちょんまげ』（稲垣浩、毎日新聞社刊）
5. ↑  『日本映画の若き日々』（稲垣浩、毎日新聞社刊）